# Agostino Carracci

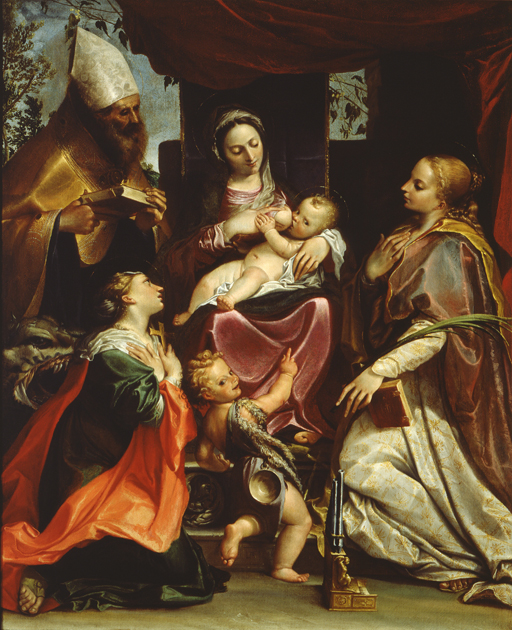
Madona s Dítětem

Agostino Carracci (nebo Caracci) (16. srpna 1557 Bologna, Itálie – 22. března 1602 Parma) byl italský malíř a grafik, mistr rytiny, jenž zavedl takzvaný široký styl s tlustými velkorysými vrypy.

## Umělecký životopis
Agostino Carracci je znám zejména jako teoretik umění. Jeho mladším bratrem byl malíř Annibale Carraci a bratranec Ludovico Carracci. Ze všech tří Carracciů byl jako malíř umělecky nejméně významný. Původně vyučený zlatník se učil malovat nejprve u svého bratrance Ludovica, následně se stal žákem malířů Domenica Fontany a P. Passerortiho. Jako hlavní představitel carracciovského akademismu byl dobrý učitel, znamenitý řečník a vynikající grafik. Ve svém raném období vytvářel grafické reprodukce podle děl Michelangela. V roce 1582 pobýval v Benátkách, kde ho zaujala díla Veronese a Tintoretta. Mezi roky 1584 a 1585 s bratrem Annibalem navštívil Parmu. Parmský malíř Antonio da Correggio na něho svými plátny velmi zapůsobil. Po Parmě podniká cestu do Benátek a do Bologni. S bratrancem Ludovicem spolupracoval freskové výzdobě mnoha bolognských paláců:
- Palazzo Fava – 1583–1584
- Palazzo Magnani – 1588–1591
- Palazzo Sampieri – 1593–1594

V Římě pak spolu se svým bratrem Annibalem
- Palazzo Farnesse – 1597–1599

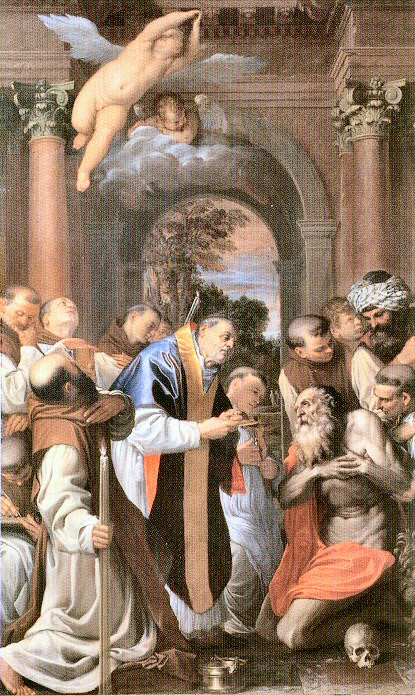
Poslední přijímání svatého Jeronýma

Agostino Carracci měl velký podíl na ikonografické koncepci. Zde mohl nejlépe využít svou humanistickou učenost a znalost grafických předloh. Když se nepohodl se svým bratrem, odešel do Parmy, kde pracoval pro vévodu Farnése. Byl významně činný na bolognské akademii (Accademia dei Desiderosi - Accademia degli Incamminati). S jeho přispěním akademie opouští manýristický styl a stává se místem zrodu barokního malířství. Mimo jiné byl také autorem pojednání o perspektivě. Mezi jeho hlavní díla patří:
- Přijímání svatého Jeronýma – kolem 1591–93, plátno 376 × 224, Bologna, Pinacoteca Nazionale
- Nanebevzetí panny Marie – kolem 1591–93, plátno 349 × 209, Bologna, Pinacoteca Nazionale
- Podobizna Giovanny Guicciardini, 1598, plátno 95 × 76, Berlín, Gemäldegalerie
- Arrigo Vlasáč, Pietro Blázen a Amon Trpaslík kolem roku 1596, Neapol, Museo Nazionale di Capodimonte[1]

## Madona s dítětem
Obraz vznikl kolem roku 1586, jedná se o olej na plátně, rozměry obrazu 151 cm × 120 cm, Gallerie Nazionale, Parma. Tento oltářní obraz z kostela S. Paolo v Parmě ukazuje Pannu Marii kojící malého Ježíška. Kolem ní jsou světci Benedikt, Markéta, Cecília a malý Jan Křtitel. Carracci, ovlivněný hlavně Correggiem a benátskými malíři s jejich paletou barev, zde dává velký důraz na kolorit. Ze všech Carracciů je nejblíže k benátské tradici, aniž upadá do pouhého eklektismu.

## Poslední přijímání svatého Jeronýma
Obraz Poslední přijímání sv. Jeronýma vznikl kolem roku 1592, jedná se o olej na plátně, rozměry obrazu 376 cm × 224 cm, Bologna, Pinacoteca Nazionale. Na tomto obrazu Carracci vědomě opouští benátský styl. Bohaté ztvárnění povrchu je omezeno na několik okrajových úseků. Kompozici malíř určil statický účinek, takže rozmanitě obměňované figury působí hlavně klidem a vyvážeností.

## Erotické mědirytiny

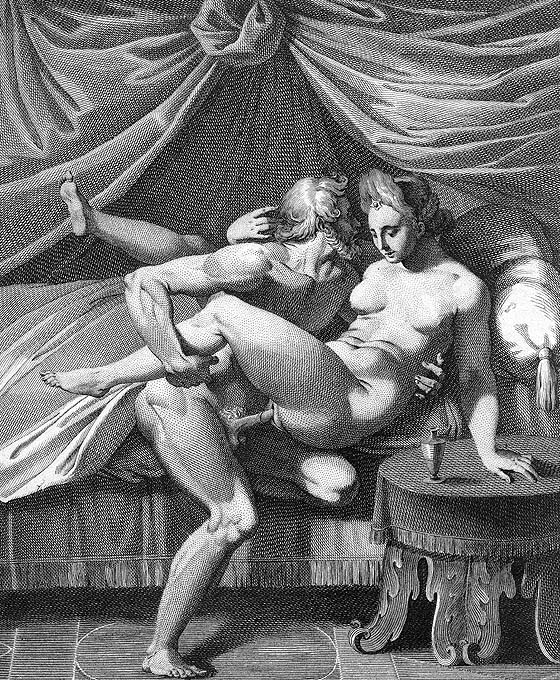
Jupiter a Juno
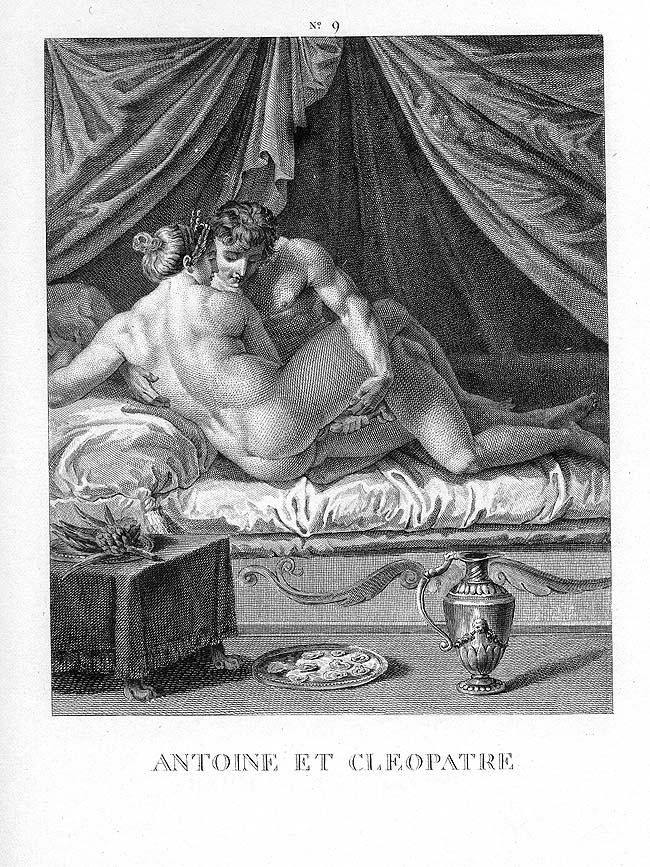
Antonius a Kleopatra
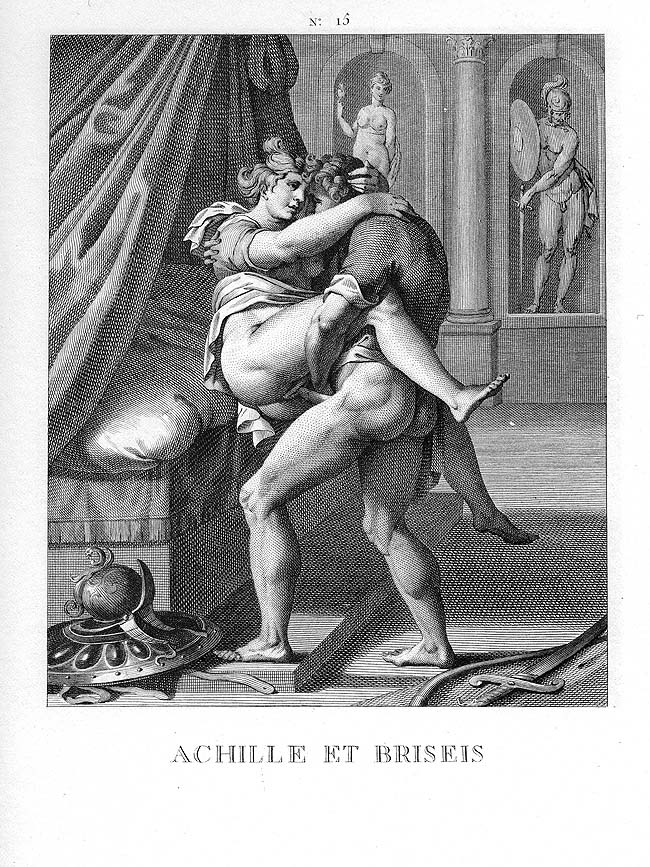
Achilles a Briseis